# Osten (Baixa Saxônia)
Osten é um município da Alemanha localizado no distrito de Cuxhaven, estado da Baixa Saxônia.
Pertence ao Samtgemeinde de Hemmoor.